# Врам Маркарян
Врамшабух (Врам) Маркарян (на арменски: Վռամ Մարգարյան) е българско-арменски фотограф, работил в Шумен в края на XIX – началото на XX век.

## Биография
Врам Маркарян е роден в 1869 година в арменско семейство в Кайсери. Първоначално учи в Цариград, но след това продължава във Виена. В 1891 година Маркарян бяга от Кайсери и се установява в Шумен. Започва работа при Сами Гелч, а след това отваря собствено фотографско ателие. През 1893 година поставя на гърба на фотографиите подложки с малък герб и името на града. През 1896 година построява нова къща и ателие, което поставя на гърба на фотографиите като реклама и показва, че работи с естествено дневно осветление. Заедно с брат си Нигохос Маркарян създават фирмата „Братя Маркарян, Силистра – Шумен“. През 1929 година е провъзгласен от Варненската търговска камара за майстор във фотографския занаят.
Има четири деца: Анна, Аракси, Арам и Марк. Синът му Арам Маркарян също се занимава с комерсиална фотография, а другият му син Марк Маркарян е един от най-известните артистични фотографи в България.
- Фотографии от Врам Маркарян
- Хаджи Атанас Денчев и семейството му, 1898 г.
- Петър Дървингов, около 1900 г.
- Ловци, 1906 г.
- Македонската емиграция в Шумен на излет по повод 20 години от Илинден, 5 август 1923 г. Стрелката сочи към Йордан Тренков